# 卡氏齧脂鯉
卡氏齧脂鯉，為輻鰭魚綱脂鯉目脂鯉亞目脂鯉科的其中一個種。分布於南美洲厄瓜多Napo河及哥倫比亞Putumayo及Orteguaza河流域，體長可達5.7公分，棲息在底中層水域，生活習性不明。